# Stylidium aquaticum
Stylidium aquaticum är en tvåhjärtbladig växtart som beskrevs av Anthony R. Bean. Stylidium aquaticum ingår i släktet Stylidium och familjen Stylidiaceae. Inga underarter finns listade i Catalogue of Life.